# Уэйт, Джим
Джеймс «Джим, Джи́мми» Уэ́йт (англ. James "Jim, Jimmy" Waite; род. 17 февраля 1941, Сент-Томас, Онтарио) — канадский кёрлингист и тренер по кёрлингу.
Как кёрлингист участник чемпионата Канады среди мужчин 1968 (команда провинции Онтарио, заняли четвёртое место).
Как тренер различных национальных сборных Канады участник зимних Олимпийских игр, чемпионатов мира и других крупных международных турниров. В качестве национального тренера (англ. National Coach) Ассоциации кёрлинга Канады принимал участие в турнирах мужских сборных команд на четырёх зимних Олимпийских играх — 1998, 2002, 2006, 2010.

## Команды
| Сезон   | Четвёртый   | Третий    | Второй      | Первый      | Запасной | Турниры           |
| ------- | ----------- | --------- | ----------- | ----------- | -------- | ----------------- |
| 1967—68 | Don Gilbert | Al Zikman | Джимми Уэйт | Dick Donald |          | ЧК 1968 (4 место) |

(скипы выделены полужирным шрифтом)

## Результаты как тренера
национальных сборных:
| Год  | Турнир                                                 | Сборная                    | Место |
| ---- | ------------------------------------------------------ | -------------------------- | ----- |
| 1998 | Чемпионат мира по кёрлингу среди мужчин 1998           | Канада (мужчины)           | 1     |
| 1999 | Чемпионат мира по кёрлингу среди мужчин 1999           | Канада (мужчины)           | 2     |
| 2006 | Зимние Олимпийские игры 2006                           | Канада (мужчины)           | 1     |
| 2010 | Чемпионат мира по кёрлингу среди мужчин 2010           | Канада (мужчины)           | 1     |
| 2012 | Чемпионат мира по кёрлингу среди смешанных пар 2012    | Канада (смешанная пара)    | 6     |
| 2013 | Чемпионат мира по кёрлингу среди смешанных пар 2013    | Канада (смешанная пара)    | 10    |
| 2014 | Чемпионат мира по кёрлингу среди смешанных пар 2014    | Канада (смешанная пара)    | 10    |
| 2015 | Чемпионат мира по кёрлингу среди смешанных пар 2015    | Канада (смешанная пара)    | 4     |
| 2017 | Зимняя Универсиада 2017                                | Канада (студенты муж.)     | 7     |
| 2017 | Чемпионат мира по кёрлингу среди смешанных команд 2017 | Канада (смешанная команда) | 2     |
| 2018 | Чемпионат мира по кёрлингу среди смешанных команд 2018 | Канада (смешанная команда) | 1     |
| 2019 | Чемпионат мира по кёрлингу среди смешанных команд 2019 | Канада (смешанная команда) | 1     |

клубных команд:
| Год  | Турнир                                                   | Команда (скип)                                  | Место |
| ---- | -------------------------------------------------------- | ----------------------------------------------- | ----- |
| 1998 | Чемпионат Канады по кёрлингу среди женщин 1998           | Онтарио (скип: Энн Мерклингер)                  | 2     |
| 2002 | Чемпионат Канады по кёрлингу среди юниоров 2002          | Онтарио (юниоры жен., скип: Julie Reddick)      | 5     |
| 2007 | Чемпионат Канады по кёрлингу среди смешанных команд 2007 | Онтарио (скип: Джон Эппинг)                     | 6     |
| 2021 | Чемпионат Канады по кёрлингу среди женщин 2021           | Северо-Западные территории (скип: Кэрри Галуша) | 9     |